# King of Mask Singer (chương trình truyền hình Việt Nam)
King of Mask Singer (tên mới là The Masked Singer Vietnam) là một chương trình truyền hình thực tế được mua bản quyền từ Hàn Quốc của MBC. Đây là chương trình âm nhạc, nơi các nghệ sĩ giấu mặt thi đấu với nhau để tìm ra người ca sĩ xuất sắc nhất. 
Chương trình xuất hiện lần đầu tại Việt Nam với tên gọi Mặt Nạ Ngôi Sao vào năm 2017 do Điền Quân Media & Entertainment sản xuất. Năm 2022, chương trình trở lại với tên gọi Ca Sĩ Mặt Nạ do Đất Việt VAC sản xuất.

## Luật chơi
Năm 2017, Mặt Nạ Ngôi Sao gần như tuân thủ hoàn toàn luật chơi của bản gốc Hàn Quốc. Một bảng đấu thường diễn ra trong 2 tập. Tập thứ nhất có 6 nghệ sĩ, được chia ra làm 3 cặp đấu, thi đấu vòng 1 với nhau bằng 1 bài hát song ca. Nghệ sĩ có số bình chọn cao hơn được bước vào vòng tiếp theo. Người còn lại sẽ tháo mặt nạ và tiết lộ danh tính. Vòng 2, 3 nghệ sĩ sẽ trình diễn 1 tiết mục đơn ca để tìm ra 2 người chơi bước vào vòng 3. Vòng 3, 2 nghệ sĩ sẽ biểu diễn 1 tiết mục sở trường để tìm ra Vua Mặt Nạ. Bắt đầu từ bảng đấu thứ 2, Vua Mặt Nạ của bảng đấu mới sẽ đấu với Vua Mặt Nạ hiện tại để tìm ra Vua Mặt Nạ mới. Tất cả việc lựa chọn được thông qua các khán giả theo dõi trực tiếp tại trường quay.
Tổng cộng có 8 bảng đấu. Người chiến thắng Mặt Nạ Ngôi Sao là Mai Quốc Việt.
Năm 2022, Ca Sĩ Mặt Nạ có luật chơi hoàn toàn khác biệt. Trong mùa 1, chỉ có 15 nghệ sĩ được chia làm 3 bảng đấu. Vòng đầu tiên gồm hai phần. Trong phần 1, mỗi nghệ sĩ trình diễn 1 ca khúc đơn ca và không có loại, và trong phần 2, sẽ có một nghệ sĩ bị loại và phải tiết lộ danh tính thật của mình, điều này cũng được áp dụng ở vòng 2. Từ vòng 3, 9 nghệ sĩ tại 3 bảng đấu sẽ bị xáo trộn, tạo thành mỗi nhân vật của mỗi bảng sẽ phải đối đầu với nhau trong một bảng khác. Nhân vật có số điểm cao nhất sẽ được vào vòng sau, hai nhân vật còn lại sẽ phải tái đấu với nhau một lần nữa trong vòng đối đầu thông qua trình diễn chung 1 ca khúc. Sau màn tái đấu, sẽ chỉ có một nhân vật đi tiếp thông qua quyết định của hội đồng cố vấn. Từ vòng 4 trở đi, 6 nghệ sĩ còn lại sẽ tranh tài với nhau cho đến khi tìm ra 3 người cuối cùng để tiến vào chung kết. Kết quả chung cuộc trong đêm chung kết sẽ được nêu theo thứ tự từ hạng 3 - Á quân và Quán quân. Luật chơi được giữ nguyên trong mùa 2, với việc thay đổi số lượng thí sinh và có một nghệ sĩ bị loại ngay từ đầu. 

## Ban cố vấn
Ngoài sự đánh giá của các khán giả, chương trình còn có sự xuất hiện của Ban cố vấn. Dưới đây là danh sách các thành viên trong ban cố vấn cố định và cố vấn khách mời:

### Thành viên cố định
| Tên nghệ sĩ  | 2017 | 2022 | 2023 |
| ------------ | ---- | ---- | ---- |
| Trường Giang | •    |      |      |
| Thu Trang    | •    |      |      |
| Tóc Tiên     | •    | •    | •    |
| Trấn Thành   |      | •    | •    |
| Wowy         |      | •    |      |
| Đức Phúc     |      | •    |      |
| Bích Phương  |      |      | •    |

### Thành viên khách mời
| Tập | 2017                                     | 2022                    | 2023          |
| --- | ---------------------------------------- | ----------------------- | ------------- |
| 1   | Trịnh Thăng Bình                         | Minh Hằng               | Song Luân     |
| 2   | Đại Nghĩa                                | Trúc Nhân               | Bảo Anh       |
| 3   | Trịnh Thăng Bình                         | Hari Won                | Rocker Nguyễn |
| 4   | Đại Nghĩa                                | Ngọc Sơn                | Hà Nhi        |
| 5   | Quang Vinh                               | Trúc Nhân               | Bảo Anh       |
| 6   | Đại Nghĩa                                | Gil Lê                  | Vũ Cát Tường  |
| 7   | Quang Vinh                               | Trọng Hiếu              | Văn Mai Hương |
| 8   | Đại Nghĩa                                | Châu Đăng Khoa          | Nhật Thủy     |
| 9   | Tiến Luật                                | Đức Phúc                | Đạt G         |
| 10  | Đại Nghĩa                                | Châu Đăng Khoa Bảo Anh  | Myra Trần     |
| 11  | Tiến Luật                                | Phan Mạnh Quỳnh Lê Hiếu | Khắc Hưng     |
| 12  | Đại Nghĩa                                | ViruSs Hứa Kim Tuyền    | Quang Dũng    |
| 13  | Ngô Kiến Huy                             | Anh Tú                  | Erik Thùy Chi |
| 14  | Đại Nghĩa Cẩm Ly Chí Thiện Đại Nhân      | Mỹ Linh                 | Hứa Kim Tuyền |
| 15  | Ngô Kiến Huy                             | Noo Phước Thịnh         | Minh Tuyết    |
| 16  | Đại Nghĩa Cẩm Ly Ngô Kiến Huy Hoàng Bách | Lệ Quyên                | Bằng Kiều     |

## Danh sách các tập và phần trình diễn

### Mặt Nạ Ngôi Sao (2017)
Ghi chú: Bài hát in nghiêng là bài hát mở mặt nạ
| Tập | Ngày phát sóng | Vòng đấu                                             | Nhân vật chiến thắng          | Bài hát                                                            | Số điểm              | Nhân vật bị loại              | Nghệ sĩ bị loại                           | Bài hát                                                                  | Số điểm |
| --- | -------------- | ---------------------------------------------------- | ----------------------------- | ------------------------------------------------------------------ | -------------------- | ----------------------------- | ----------------------------------------- | ------------------------------------------------------------------------ | ------- |
| 1   | 04/01/2017     | 1                                                    | Heo Xinh Xinh                 | Nếu Phôi Pha Ngày Mai (Hoài An)                                    |                      | Án Sĩ Rừng Xanh               | Hoàng Tôn                                 | Chỉ Có Thể Là Tình Yêu (Phương Uyên)                                     |         |
| 1   | 04/01/2017     | 1                                                    | Chàng Elsa                    | Anh Còn Nợ Em (Anh Bằng, Phan Thành Tài)                           | 63                   | Vua Phá Lưới                  | Thanh Duy (diễn viên)                     | Mười Năm Tình Cũ (Trần Quảng Nam)                                        | 36      |
| 1   | 04/01/2017     | 1                                                    | Mèo Nhỏ Thích Táo Đỏ          | Giọt Buồn Để Lại (Dương Khắc Linh, Dũng Hà)                        |                      | Nhóc Bóng Rổ                  | Tăng Nhật Tuệ                             | Giã Từ (Tô Thanh Tùng)                                                   |         |
| 2   | 11/01/2017     | 2                                                    | Mèo Nhỏ Thích Táo Đỏ          | Lời Con Hứa (Nguyễn Đức Cường)                                     |                      | Heo Xinh Xinh                 | Thu Ngọc                                  | Chờ Người (Khánh Băng)                                                   |         |
| 2   | 11/01/2017     | 2                                                    | Chàng Elsa                    | Kim (Y Vũ)                                                         |                      | Heo Xinh Xinh                 | Thu Ngọc                                  | Lời Yêu Thương (Đức Huy)                                                 |         |
| 2   | 11/01/2017     | 3                                                    | Chàng Elsa                    | Ô Mê Ly (Văn Phụng)                                                | Mèo Nhỏ Thích Táo Đỏ | Trang Nhung                   | Barbie Girl                               |                                                                          |         |
| 2   | 11/01/2017     | 3                                                    | Chàng Elsa                    | Ô Mê Ly (Văn Phụng)                                                | Mèo Nhỏ Thích Táo Đỏ | Trang Nhung                   | Cô Đơn Giữa Cuộc Tình (Nguyễn Hồng Thuận) |                                                                          |         |
| 3   | 18/01/2017     | 1                                                    | Mặt Nạ Thủy Tinh              | Tình Yêu Tôi Hát (Việt Anh)                                        | 58                   | Sức Mạnh Của Mặt Trăng        | Miko Lan Trinh                            | Mùa Thu Lá Bay (LV: Nam Lộc)                                             | 41      |
| 3   | 18/01/2017     | 1                                                    | Nắng Hè Thu                   | Nơi Tình Yêu Bắt Đầu (Tiến Minh)                                   | 53                   | Kẻ Phản Diện Hồn Nhiên        | Juun Đăng Dũng                            | Vì Em Yêu Anh (Đức Trí)                                                  | 46      |
| 3   | 18/01/2017     | 1                                                    | Bánh Ngon Lắm Mời Thưởng Thức | Tình Về Nơi Đâu (Thanh Bùi, Dương Khắc Linh, Hà Quang Minh)        | 53                   | Lão Già Đội Nón               | Ngọc Ánh Idol                             | Con Cò (Lưu Hà An)                                                       | 46      |
| 4   | 25/01/2017     | 2                                                    | Mặt Nạ Thủy Tinh              | Anh Là Của Em (Karik)                                              | 40                   | Nắng Hè Thu                   | Kha Ly                                    | Cảm Ơn Tình Yêu (Huy Tuấn)                                               | 30      |
| 4   | 25/01/2017     | 2                                                    | Bánh Ngon Lắm Mời Thưởng Thức | Cô Gái Vót Chông (Hoàng Hiệp)                                      | 31                   | Nắng Hè Thu                   | Kha Ly                                    | Tìm Lại Giấc Mơ (Nguyễn Hồng Thuận)                                      |         |
| 4   | 25/01/2017     | 3                                                    | Mặt Nạ Thủy Tinh              | LK Sắc Màu (Trần Tiến), Chờ Người Nơi Ấy (Huy Tuấn, Hà Quang Minh) | 60                   | Bánh Ngon Lắm Mời Thưởng Thức | Thái Trinh                                | I Dreamed A Dream                                                        | 41      |
| 4   | 25/01/2017     | 4                                                    | Chàng Elsa                    | LK Mưa Phi Trường (Việt Anh), Sau Tất Cả (Khắc Hưng)               | 67                   | Mặt Nạ Thủy Tinh              | Võ Minh Lâm                               | LK Sắc Màu (Trần Tiến), Chờ Người Nơi Ấy (Huy Tuấn, Hà Quang Minh)       | 34      |
| 5   | 01/02/2017     | 1                                                    | Nàng Cáo Ánh Trăng            | Tìm (Phạm Toàn Thắng)                                              | 51                   | Mai Ly                        | Minh Xù                                   | Mãi Mãi Bên Nhau (Đỗ Hiếu)                                               | 48      |
| 5   | 01/02/2017     | 1                                                    | Khủng Long Con Ham Ăn         | Ru Lại Câu Hò (Vũ Quốc Việt)                                       | 59                   | Mặt Thùng Ca Ca               | Sơn Ngọc Minh                             | Con Sóng Yêu Thương (Hoài An)                                            | 40      |
| 5   | 01/02/2017     | 1                                                    | Voi Cận Thị                   | Đêm Cô Đơn (Trung Kiên)                                            | 67                   | Cục Bột Tháng 11              | Liêu Hà Trinh                             | Tình Ca (Quốc Bảo)                                                       | 32      |
| 6   | 08/02/2017     | 2                                                    | Khủng Long Con Ham Ăn         | Chưa Bao Giờ (Tiên Tiên)                                           | 42                   | Nàng Cáo Ánh Trăng            | Phương Trinh Jolie                        | Biển Khát (Trương Ngọc Ninh)                                             | 20      |
| 6   | 08/02/2017     | 2                                                    | Voi Cận Thị                   | Chiều Một Mình Qua Phố (Trịnh Công Sơn)                            | 39                   | Nàng Cáo Ánh Trăng            | Phương Trinh Jolie                        | 60 Năm Cuộc Đời (Y Vân)                                                  |         |
| 6   | 08/02/2017     | 3                                                    | Voi Cận Thị                   | Lại Gần Hôn Anh (LV: Phạm Duy)                                     | 58                   | Khủng Long Con Ham Ăn         | Phan Ngọc Luân                            | Keep Me In Love (Đỗ Hiếu)                                                | 43      |
| 6   | 08/02/2017     | 4                                                    | Voi Cận Thị                   | Lại Gần Hôn Anh (LV: Phạm Duy)                                     | 52                   | Chàng Elsa                    | Hoàng Bách                                | Vợ Người Ta (Phan Mạnh Quỳnh)                                            | 49      |
| 6   | 08/02/2017     | 4                                                    | Voi Cận Thị                   | Lại Gần Hôn Anh (LV: Phạm Duy)                                     | 52                   | Chàng Elsa                    | Hoàng Bách                                | Tôi Đi Giữa Hoàng Hôn (Văn Phụng)                                        |         |
| 7   | 15/02/2017     | 1                                                    | Ứng Cử Viên Số 1 Của Ngôi Vua | Con Đường Màu Xanh (Trịnh Nam Sơn)                                 | 51                   | Anh Đèn Đỏ                    | Tùng Leo                                  | Lắng Nghe Mùa Xuân Về (Dương Thụ)                                        | 48      |
| 7   | 15/02/2017     | 1                                                    | Đa Sầu Đa Cảm                 | Lâu Đài Tình Ái (Trần Thiện Thanh)                                 | 50                   | Nàng Không Chân Dung          | Hồng Mơ                                   | Linh Hồn Đã Mất (Bằng Kiều)                                              | 49      |
| 7   | 15/02/2017     | 1                                                    | Xạ Thủ Mặt Đinh               | Mình Yêu Nhau Bao Lâu (Châu Nguyễn)                                | 52                   | Gương Mặt Chắp Vá             | Đinh Ứng Phi Trường                       | Vết Mưa (Vũ Cát Tường)                                                   | 47      |
| 8   | 22/02/2017     | 2                                                    | Xạ Thủ Mặt Đinh               | Yếu Đuối (Hoàng Dũng)                                              | 40                   | Đa Sầu Đa Cảm                 | Khương Ngọc                               | Chuyện Hẹn Hò (Trần Thiện Thanh)                                         | 26      |
| 8   | 22/02/2017     | 2                                                    | Ứng Cử Viên Số 1 Của Ngôi Vua | Không Thể Và Có Thể (Phó Đức Phương)                               | 35                   | Đa Sầu Đa Cảm                 | Khương Ngọc                               | Chuyện Hẹn Hò (Trần Thiện Thanh)                                         | 26      |
| 8   | 22/02/2017     | 3                                                    | Xạ Thủ Mặt Đinh               | Halo                                                               | 55                   | Ứng Cử Viên Số 1 Của Ngôi Vua | Trung Dũng                                | Mẹ Tôi (Trần Tiến)                                                       | 46      |
| 8   | 22/02/2017     | 4                                                    | Voi Cận Thị                   | Như Một Giấc Mơ (Mỹ Tâm)                                           | 69                   | Xạ Thủ Mặt Đinh               | Tiêu Châu Như Quỳnh                       | Halo                                                                     | 32      |
| 9   | 01/03/2017     | 1                                                    | Nấm Lùn Mario                 | Tình Là Sợi Tơ (Anh Bằng)                                          | 52                   | Mèo Ú Đi Biển                 | Hoàng Yến Chibi                           | Bỏ Mặc Quá Khứ (Nhất Trung)                                              | 47      |
| 9   | 01/03/2017     | 1                                                    | Đi Về Phía Mặt Trời           | Sầu Tím Thiệp Hồng (Hoài Linh)                                     | 59                   | Tối Nay Thiên Sứ Ghé Nha      | Nguyễn Lê Bá Thắng                        | Bài Tango Cho Em (Lam Phương)                                            | 40      |
| 9   | 01/03/2017     | 1                                                    | Tiểu Bạch Mã                  | Thương Nhau Ngày Mưa (Nguyễn Trung Cang)                           | 57                   | Bá Tước Bóng Đêm              | Triệu Lộc                                 | Đừng Ngoảng Lại (Lưu Hương Giang)                                        | 42      |
| 10  | 08/03/2017     | 2                                                    | Nấm Lùn Mario                 | Mình Yêu Nhau Đi (Tiên Cookie)                                     | 43                   | Tiểu Bạch Mã                  | Ngân Quỳnh                                | Em Về (Lê Quang)                                                         | 28      |
| 10  | 08/03/2017     | 2                                                    | Đi Về Phía Mặt Trời           | Ngựa Ô Thương Nhớ (Trần Tiến)                                      | 30                   | Tiểu Bạch Mã                  | Ngân Quỳnh                                | Mưa Trên Phố Huế (Minh Kỳ, Tôn Nữ Thụy Khương)                           |         |
| 10  | 08/03/2017     | 3                                                    | Đi Về Phía Mặt Trời           | Dạ Cổ Hoài Lang (Cao Văn Lầu)                                      | 54                   | Nấm Lùn Mario                 | Nam Cường                                 | Không Cảm Xúc (Nguyễn Đình Vũ)                                           | 47      |
| 10  | 08/03/2017     | 4                                                    | Voi Cận Thị                   | Trái Tim Bên Lề (Phạm Khải Tuấn)                                   | 59                   | Đi Về Phía Mặt Trời           | Ngọc Linh                                 | Dạ Cổ Hoài Lang (Cao Văn Lầu)                                            | 42      |
| 10  | 08/03/2017     | 4                                                    | Voi Cận Thị                   | Trái Tim Bên Lề (Phạm Khải Tuấn)                                   | 59                   | Đi Về Phía Mặt Trời           | Ngọc Linh                                 | Tình Thơ (Hoài An)                                                       |         |
| 11  | 15/03/2017     | 1                                                    | Thỏ Bảy Màu                   | Nỗi Nhớ Đầy Vơi (Nguyễn Hoàng Tôn)                                 | 53                   | Hồng Hải                      | Tô Lâm                                    | Chandelier                                                               | 46      |
| 11  | 15/03/2017     | 1                                                    | Ghê Sa Sô Cô La               | Em Là Tất Cả (Lam Phương)                                          | 54                   | Mơ Bình Yên                   | Hà Vân                                    | Anh Cứ Đi Đi (Vương Anh Tú)                                              | 45      |
| 11  | 15/03/2017     | 1                                                    | Tiếng Hát Bí Ẩn Của Chim Công | Khi Xưa Ta Bé (LV: Phạm Duy)                                       | 60                   | Anh Nhện Hồng                 | Trương Quốc Bảo                           | Đừng Lừa Dối (LV: Chu Minh Ký)                                           | 39      |
| 12  | 22/03/2017     | 2                                                    | Tiếng Hát Bí Ẩn Của Chim Công | Duyên Phận (Thái Thịnh)                                            | 38                   | Ghê Sa Sô Cô La               | Minh Luân                                 | Nhớ Nhau Hoài (Anh Việt Thu)                                             | 29      |
| 12  | 22/03/2017     | 2                                                    | Thỏ Bảy Màu                   | Bleeding Love                                                      | 34                   | Ghê Sa Sô Cô La               | Minh Luân                                 | Chỉ Có Bạn Bè Thôi (Lâm Hoàng)                                           |         |
| 12  | 22/03/2017     | 3                                                    | Tiếng Hát Bí Ẩn Của Chim Công | Mái Đình Làng Biển (Nguyễn Đức Cường)                              | 61                   | Thỏ Bảy Màu                   | Hằng Bingboong                            | Sáng Chủ Nhật (Trương Nam Phong)                                         | 40      |
| 12  | 22/03/2017     | 4                                                    | Voi Cận Thị                   | Chỉ Còn Mình Anh (LV: Lữ Liên)                                     | 52                   | Tiếng Hát Bí Ẩn Của Chim Công | Miko Lan Trinh                            | Mái Đình Làng Biển (Nguyễn Đức Cường)                                    | 49      |
| 13  | 29/03/2017     | 1                                                    | Sứ Giả Ánh Trăng              | Đừng Giấu Trong Lòng (Hoài An)                                     | 52                   | Quả Tạ Gan Dạ                 | Ngọc Khanh                                | Anh Yêu Người Khác Rồi (Khắc Việt)                                       | 47      |
| 13  | 29/03/2017     | 1                                                    | Không Tên                     | Anh Sẽ Tốt Mà (Phạm Hồng Phước)                                    | 52                   | Cầu Vồng Đa Sắc               | Việt My                                   | Yêu Anh (Tăng Nhật Tuệ)                                                  | 47      |
| 13  | 29/03/2017     | 1                                                    | Alo Ahihi                     | Túp Lều Lý Tưởng (Hoàng Thi Thơ)                                   | 60                   | Thơm Thơm Thích Thơm          | Ngọc Tiên                                 | Phố Hoa (Hoài An)                                                        | 39      |
| 14  | 05/04/2017     | 2                                                    | Alo Ahihi                     | Những Chuyến Đi Dài (Trần Lập, Nguyễn Đức Minh)                    | 44                   | Không Tên                     | Anh Tú                                    | Phía Sau Một Cô Gái (Tiên Cookie)                                        | 27      |
| 14  | 05/04/2017     | 2                                                    | Sứ Giả Ánh Trăng              | Dạ Khúc (Quốc Bảo)                                                 | 30                   | Không Tên                     | Anh Tú                                    | Em Yêu (Tiến Minh)                                                       |         |
| 14  | 05/04/2017     | 3                                                    | Alo Ahihi                     | Làm Ơn (Trần Trung Đức)                                            | 67                   | Sứ Giả Ánh Trăng              | Tia Hải Châu                              | My Baby (Đỗ Hiếu)                                                        | 34      |
| 14  | 05/04/2017     | 4                                                    | Voi Cận Thị                   | Nỗi Đau Ngọt Ngào (Quốc Dũng)                                      | 56                   | Alo Ahihi                     | Tuấn Khanh                                | Làm Ơn (Trần Trung Đức)                                                  | 45      |
| 15  | 12/04/2017     | 1                                                    | Cánh Cụt Vỗ Cánh Bay          | Trả Nợ Tình Xa (Tuấn Khanh)                                        | 52                   | Tự Tin Khoe Cá Tính           | Lưu Hiền Trinh                            | Giữ Em Đi (Tiên Tiên)                                                    | 47      |
| 15  | 12/04/2017     | 1                                                    | Tê Giác Xơ Xác Yêu Ca Hát     | Tình Ấm Chiều Quê (Nguyễn Ngọc Thiện)                              | 62                   | Nữ Hoàng Hoa Hồng             | Quỳnh Giang                               | Đêm Nghe Tiếng Mưa (Đức Trí)                                             | 37      |
| 15  | 12/04/2017     | 1                                                    | Mèo Bánh Bèo                  | Rời (Vũ Ngọc Bích)                                                 | 58                   | Totoro Quấn Ống Lô            | Phương Anh Idol                           | Chôn Giấu Một Tình Yêu (Lương Bằng Quang)                                | 41      |
| 16  | 19/04/2017     | 2                                                    | Cánh Cụt Vỗ Cánh Bay          | Đi Về Nơi Xa (Lê Quang)                                            | 35                   | Mèo Bánh Bèo                  | Lệ Ngọc                                   | LK Làm Người Yêu Anh Nhé Baby (Cao Trung Nguyên), Điều Anh Biết (Ân Nhi) | 31      |
| 16  | 19/04/2017     | 2                                                    | Tê Giác Xơ Xác Yêu Ca Hát     | Đàn Bà (Song Ngọc)                                                 | 35                   | Mèo Bánh Bèo                  | Lệ Ngọc                                   | Tội Lỗi (Nguyễn Hồng Thuận)                                              |         |
| 16  | 19/04/2017     | 3                                                    | Tê Giác Xơ Xác Yêu Ca Hát     | Xin Mặt Trời Ngủ Yên (Trịnh Công Sơn)                              | 53                   | Cánh Cụt Vỗ Cánh Bay          | Phạm Văn Mách                             | Nếu Điều Đó Xảy Ra (Ngọc Châu)                                           | 48      |
| 16  | 19/04/2017     | 4                                                    | Tê Giác Xơ Xác Yêu Ca Hát     | Xin Mặt Trời Ngủ Yên (Trịnh Công Sơn)                              | 55                   | Voi Cận Thị                   | Lân Nhã                                   | LK Vầng Trăng Đêm Trôi, Tình Nồng                                        | 46      |
| 16  | 19/04/2017     | 4                                                    | Tê Giác Xơ Xác Yêu Ca Hát     | Xin Mặt Trời Ngủ Yên (Trịnh Công Sơn)                              | 55                   | Voi Cận Thị                   | Lân Nhã                                   | Tình Thôi Xót Xa                                                         |         |
| 16  | 19/04/2017     | Quán quân: Tê Giác Xơ Xác Yêu Ca Hát - Mai Quốc Việt |                               |                                                                    |                      |                               |                                           |                                                                          |         |

## Đón nhận
Năm 2017, Mặt Nạ Ngôi Sao được khán giả đón nhận nồng nhiệt. Tuy nhiên, có một số sự cố đáng tiếc xảy ra. Như trường hợp của Trường Giang có biểu cảm "không phù hợp", gây mất lòng khán giả xem truyền hình.
Năm 2022, Ca Sĩ Mặt Nạ được đánh giá là có sự đầu tư về trang phục và bài hát. Các nghệ sĩ tham gia chương trình cũng khó đoán hơn rất nhiều so với phiên bản trước kia.